# 奥克萨娜·斯利文科
奥克萨娜·斯利文科（1986年12月20日—），出生於契诃夫，是俄罗斯女子举重运动员。原本在2008年北京奥运获得女子69公斤级银牌，后来由于原金牌得主刘春红未通过禁药重检而递补获得金牌。2018年，斯利文科也因使用提高成績的運動禁藥而被禁賽兩年。
1. ↑  .   [2021-08-16]. （原始内容存档于2021-08-16）.